# Nature morte à la pipe (Paris)
Pour les articles homonymes, voir Nature morte à la pipe.
Nature morte à la pipe est un tableau du peintre français Georges Braque réalisé en 1914. Cette huile sur toile agrémentée de sable est une nature morte cubiste représentant un verre, un domino et une pipe. Elle est conservée au musée d'Art moderne de Paris, en France.